# 노스 산불
2015년 카존 페스 산불 또는 노스 산불은 미국 캘리포니아주 샌버너디노 군 북부의 빅터빌과 헤스페리아 마을 부근에 위치한 모하비 사막에서 일어난 산불이다. 이 산불은 2015년 7월 15일 시작했으며 산불이 일어난 지점과 바로 인접한 주간고속도로 제15호선의 샌버너디노 국유림을 지나가는 카존 페스에 타격을 입혔다. 이 산불은 대략 17.20km2의 영역에 퍼져 수많은 집과 주간고속도로에 있던 차량을 태웠다. 이 산불로 고속도로에 있던 차량 30대 가량이 불에 탔다. 이 산불로 인해 산불이 일어난 첫 날 남부 캘리포니아와 라스베이거스를 잇는 주요 도로가 폐쇄되었다.
7월 18일, 산불이 퍼져 벨디 메사에서도 피해를 입었다고 보고되었다. 이 곳에서 주택 1채, 건물 8채, 차량 44대가 파괴되었다.
이 산불의 진압을 위해 소방관 1,000명 가량이 투입되었으며, 7월 17일 저녁까지 5%를 진화했다. 펠란과 벨디 메사 마을에서는 산불의 위협을 크게 받아 대피령이 내려졌다. 204명의 사람들이 펠란의 세라노 고등학교로 대피했다. 화재가 어느 정도 진압되면서 비상대피령은 해제되었다. 7월 18일 저녁 관목수풀 지대 화재 지역에서 뇌우가 내려 온도가 내려가면서 산불은 45% 정도를 진압했다. 다음 날 아침에는 60% 정도 화재를 진압했다. 7월 20일, 화재를 75% 정도 진압했지만 산불 피해 구역이 14.16km2에서 17.20km2로 늘어났다. 7월 21일에 산불을 완전 진화했다.
산불이 일어난 지역에서 무인 항공기(UAV, 드론)가 계속 떠다녀 진화 활동을 방해하게 되었고, 드론의 이륙 제한에 관한 법을 만들라는 논의가 이어지고 있다.

## 화재 진압 중 사건
화재 진압 작전 중, 소방헬기와 비행기에서 띄어져서 명령 센터로 사진을 보내는 데 이용했던 무인 항공기가 오히려 화재 진압에 방해가 되는 존재가 되었다.
7월 19일, 화재의 공중 진압 작전이 주변에서 비행하고 있는 드론으로 인해 방해받았다. 이 지역에서 발견된 드론 5기 중 3기는 자리를 벗어났지만 2기가 계속 떠다녀 진화 작전을 방해했다. 이로 인해 진압 작전이 몇 시간 동안 지연되었다.
7월 20일, 미국 산림청 간부들이 빅터빌의 박람회장에 위치한 소방 본부 밖에서 드론을 띄울려는 사람에게 무기를 발사했다. 이 사람은 "비협조적"이라는 혐의를 받고 도망갔고 그의 차로 도망가 추격했다. 경찰은 차량에 몇 차례 총을 쏘았으나 부상자는 없었다.

## 영향
유카밸리 지역 공화당 소속 미국 하원의원 파울 쿡이 이 산불이 일어난 지 일주일 후 연방 소속 지역의 산불 진압을 방해하는 UAV의 비행을 처벌하자는 내용의 2015년 산불 영공 보호법 (H.R. 3025)을 발의했다. 이 법안은 카존 페스 산불의 여파로 주목받고 있다.
또한, 샌버너디노 군 위원회에서는 2015년 7월 28일 열릴 회의에서 드론의 활동 지역 한계에 대해 토의할 것이라고 밝혔다.

## 원인
소방 당국은 화재 원인에 대해서 확실히 말하지 않았다. 소방관이 받은 처음 산불 신고는 주간고속도로 제15호선에서 화염에 휩싸인 자동차에서 탈출한 운전자의 신고였다.